# Villanueva del Trabuco
Villanueva del Trabuco település Spanyolországban, Málaga tartományban. Villanueva del Trabuco Archidona, Villanueva del Rosario, Alfarnate és Loja községekkel határos. Lakosainak száma 5410 fő (2024).

## Népesség
A település népessége az elmúlt években az alábbi módon változott:
| Lakosok száma | 4739 | 4985 | 5306 | 5408 | 5482 | 5270 | 5327 | 5299 | 5340 | 5410 |
|               | 2001 | 2004 | 2007 | 2009 | 2012 | 2014 | 2017 | 2019 | 2022 | 2024 |